# Грін Леонід Леонідович
Грін Леоні́д Леоні́дович (Грінбейн) (4 квітня 1918 — пом. 26 лютого 2014, м. Харків) — цирковий та естрадний ілюзіоніст, член Міжнародного комітету фокусників.

## Біографія

Фото пам'ятної плити Гріна Леоніда Леонідовича на колумбарії Другого міського кладовища Харкова

Леонід Леонідович Грін народився у багатодітній сім'ї. У дитинстві втік з дому від побоїв вітчима і поїхав до Криму. Після закінчення 8-річної школи деякий час виступав з групою китайських циркачів, намагався влаштуватися до циркового балагана «Бюро атракціонів» у Харкові, але без сценічного реквізиту 16-річному Леоніду було відмовлено виступати. Після цього він вивчив спеціальність зварювальника, працював за цим фахом (1936–1938 роки). Але Леоніду Гріну не вдалося подолати пристрасть до ілюзіонізму. Під враженням виступу фокусника Бен Бахаря (Микола Пуц) Леонід самостійно виготовив реквізит і підготував програмний номер ілюзіоніста. В 1939 році працював у Харківському об'єднанні циркових колективів.
У 1940 році Леоніда Гріна призвали до лав Червоної армії, де він виступав з концертами у складі самостійного колективу в м. Турка (Фінляндія).
В роки німецько-радянської війни Леонід Грін воював у складі 15-ї танкової бригади 18-ї армії. Був тричі поранений в ноги і контужений. Війна закінчилася для нього під Сталінградом. У 1944 році виступав у складі фронтової концертної бригади. Під час чергового концертного виступу познайомився з командуючим Західного фронту Г. К. Жуковим, який був вражений майстерністю фокусника. Пізніше, через 30 років, маршал подарував йому годинник з подякою за підтримку доброго настрою солдат. Додому Леонід Леонідович повернувся з двома десятками бойових нагород. Зокрема був нагороджений орденом Вітчизняної війни II ступеня.
Після війни працював ілюзіоністом у Сталінградській філармонії. В 1948 році Леоніда Гріна заарештували за застосування гіпнозу. Через три роки за благі діяння Леоніда Гріна (лікував гіпнозом високоповажних чиновників, партійних діячів, начальство тюрми) було звільнено. І далі неодноразово доводилося доказувати Леоніду Леонідовичу, що він ілюзіоніст, а не гіпнотизер.
До кінця 1980-х років Леонід Грін працював в об'єднанні українських колективів «Цирк на сцені», Харківському цирку. Леонід Грін завжди збирав аншлаги. Під час виступу він обов'язково спілкувався з публікою. Із задоволенням Леонід Леонідович передавав досвід молодим ілюзіоністам. Свого часу Аркадій Райкін, Еміль та Ігор Кіо були вдячні йому, оскільки Леонід Грін навчив їх деяким фокусам і трюкам.
Леонід Леонідович відточував грані своєї майстерності, вражаючи маніпуляціями, які ніхто не може перевершити. Він один із перших у Радянському Союзі виступив з номером з розпилювання дівчини в ящику, причому обидві половинки ворушили кінцівками. В репертуарі фокусника було понад тисячі різних номерів.

## Сім'я
Рідні Леоніда Гріна успадкували його професію. Так, його син — фокусник-ілюзіоніст успішно виступає у цирку шапіто в Києві.